# Benimakia lanceolata
Benimakia lanceolata là một loài ốc biển, là động vật thân mềm chân bụng sống ở biển trong họ Fasciolariidae